# Гаррард, Ричард
 Ричард Эдвард «Дик» Гаррард (англ. Richard Edward "Dick" Garrard; 28 июля 1910, Джелонг, Виктория, Австралия — 1 марта 2003, Джелонг, Виктория, Австралия) — австралийский борец вольного стиля, серебряный призёр Олимпийских игр по борьбе, десятикратный чемпион Австралии, известен в том числе и своей долгой спортивной карьерой. Самый успешный среди австралийских борцов, единственный австралийский борец, участвовавший в финале Олимпийских игр Отец Ричарда Гаррарда, участника Олимпийских игр 1964 года в составе распашной четвёрки в академической гребле.

## Биография
Родился в 1910 году. В 1911 году его семья переехала в Мордиаллок. Начал заниматься борьбой в 1926 году (по другим данным в 1929 или даже в 1930 году).
В 1934 году стал чемпионом Австралии и победил на Играх Британской империи.
Представлял Австралию на Олимпийских играх 1936 года, боролся в лёгком (до 66 килограммов) весе, но после двух проигранных схваток выбыл из соревнований. На результат второй встречи был подан протест представителями шести национальных делегаций, который  удовлетворён не был.
См. таблицу турнира
После Олимпийских игр во время поездки в США Гаррард попал в тяжёлую автомобильную аварию в Колорадо, в которой едва не погиб. Лечивший его доктор сказал, что Гаррард никогда больше не сможет бороться. Через восемь месяцев Дик Гаррард защитил свой титул чемпиона Австралии. В 1938 году второй раз победил на Играх Британской империи. В 1939 году одержал победу на Играх стран Тихоокеанского бассейна, которые были проведены в Японии.
Представлял Австралию на Олимпийских играх 1948 года, боролся в полусреднем (до 73 килограммов) весе и сумел завоевать серебряную медаль Олимпийских игр.
См. таблицу турнира
В 1950 году стал трёхкратным чемпионом игр Британской империи.
В 41-летнем возрасте принимал участие в Олимпийских играх 1952 года, боролся в лёгком (до 67 килограммов) весе. Одержал две победы, проиграл в третьей встрече, набрав пять штрафных баллов, и выбыл из турнира.
См. таблицу турнира
В 44-летнем возрасте в 1954 году принял участие в Играх Британской империи и Содружества наций и сумел завоевать там бронзовую медаль. На этих играх был знаменосцем сборной Австралии. В том же году принимал участие в чемпионате мира и сумел подняться до седьмого места.
Дик Гаррард намеревался принять участие в Олимпийских играх 1956 года, которые проводились у него на родине, в Мельбурне, но в 46-летнем возрасте уже не смог конкурировать с более молодыми борцами. По другим данным, он вошёл в состав команды, но был вынужден сняться из-за вывиха плеча. Сразу после того как было объявлено, что Гаррард не вошёл в состав команды, он объявил о завершении своей долгой спортивной карьеры. За её время, начиная с 1926 (с 1931) и заканчивая 1956 годом, Дик Гаррард не проиграл ни одной официальной встречи на соревнованиях внутри Австралии, всего провёл 525 встреч и лишь в девяти проиграл. C 1930 по 1956 год он выиграл все чемпионаты штата Виктория.
По окончании карьеры стал спортивным функционером и спортивным арбитром, был председателем Технического комитета олимпийской борьбы. Он принимал участие во всех Олимпийских играх, включая игры 2000 года в Сиднее (и исключая игры 1980 года в Москве) в качестве судьи, руководителя ковра, члена Конгресса FILA или просто приглашался как заслуженная персона. В ходе игр 1972 года в Мюнхене был начальником австралийской команды по борьбе.
В 1964 году был избран в Бюро FILA, в 1968 году стал почётным членом Бюро FILA. В 1976 году был награждён Большим крестом FILA, в 1996 — почётным дипломом FILA. В 2000 году принимал участие в открытии игр 2000 года в Сиднее и пронёс факел по своему родному городу.
Дик Гаррард был разносторонним спортсменом. Ещё в 1920-е годы он побеждал на соревнованиях по плаванию (в 1929 году занял второе место в плавании на расстояние более километра в открытом море), в 1946 году участвовал в чемпионате страны, а затем стал первым представителем Виктории на соревнованиях пловцов в ходе карнавала сёрфинга. В 1960 и 1961 году участвовал в чемпионате Австралии по стрельбе из пистолета. Побеждал на чемпионате Виктории по тяжёлой атлетике и даже побил национальный рекорд в этом виде спорта.
Умер в 2003 году.
Кавалер Ордена Британской империи (1970), Офицер Ордена Британской империи (1976). Кавалер Спортивной медали Австралии. Член национального Зала славы борьбы, член национального Зала Славы спорта, единственный представитель от борьбы в этом зале.